# Tyrone Hill
Tyrone Hill (Cincinnati, 19 marzo 1968) è un ex cestista e allenatore di pallacanestro statunitense, professionista nella NBA.

## Carriera
È stato selezionato dai Golden State Warriors al primo giro del Draft NBA 1990 (11ª scelta assoluta).
Dal 2008 al 2012 è stato vice-allenatore degli Atlanta Hawks.

## Statistiche

### College
| Anno      | Squadra           | PG  | PT | MP   | TC%  | 3P% | TL%  | RP   | AP  | PRP | SP  | PP   |
| --------- | ----------------- | --- | -- | ---- | ---- | --- | ---- | ---- | --- | --- | --- | ---- |
| 1986-1987 | Xavier Musketeers | 31  | 27 | 28,4 | 55,2 | -   | 67,2 | 8,4  | 0,2 | 0,5 | 0,5 | 8,8  |
| 1987-1988 | Xavier Musketeers | 30  | -  | 28,6 | 55,7 | -   | 74,5 | 10,5 | 0,7 | 0,6 | 0,3 | 15,3 |
| 1988-1989 | Xavier Musketeers | 33  | 33 | 33,2 | 60,6 | -   | 70,1 | 12,2 | 1,4 | 1,3 | 0,7 | 18,9 |
| 1989-1990 | Xavier Musketeers | 32  | 32 | 33,2 | 58,1 | 0,0 | 65,8 | 12,6 | 1,5 | 1,0 | 0,7 | 20,2 |
| Carriera  | Carriera          | 126 | 92 | 30,9 | 57,9 | 0,0 | 69,2 | 11,0 | 1,0 | 0,8 | 0,5 | 15,9 |

### NBA

#### Regular Season
| Anno      | Squadra             | PG  | PT  | MP   | TC%  | 3P% | TL%  | RP   | AP  | PRP | SP  | PP   |
| --------- | ------------------- | --- | --- | ---- | ---- | --- | ---- | ---- | --- | --- | --- | ---- |
| 1990-1991 | G.S. Warriors       | 74  | 22  | 16,1 | 49,2 | -   | 63,2 | 5,2  | 0,3 | 0,4 | 0,4 | 5,3  |
| 1991-1992 | G.S. Warriors       | 82  | 75  | 23,0 | 52,2 | 0,0 | 69,4 | 7,2  | 0,6 | 0,9 | 0,5 | 8,2  |
| 1992-1993 | G.S. Warriors       | 74  | 66  | 28,0 | 50,8 | 0,0 | 62,4 | 10,2 | 0,9 | 0,6 | 0,5 | 8,6  |
| 1993-1994 | Cleveland Cavaliers | 57  | 20  | 25,4 | 54,3 | 0,0 | 66,8 | 8,8  | 0,8 | 0,9 | 0,6 | 10,6 |
| 1994-1995 | Cleveland Cavaliers | 70  | 67  | 34,2 | 50,4 | 0,0 | 66,2 | 10,9 | 0,8 | 0,8 | 0,6 | 13,8 |
| 1995-1996 | Cleveland Cavaliers | 44  | 2   | 21,1 | 51,2 | -   | 60,0 | 5,5  | 0,8 | 0,7 | 0,5 | 7,8  |
| 1996-1997 | Cleveland Cavaliers | 74  | 70  | 34,9 | 60,0 | 0,0 | 63,3 | 9,9  | 1,2 | 0,9 | 0,4 | 12,9 |
| 1997-1998 | Milwaukee Bucks     | 57  | 56  | 36,2 | 49,8 | 0,0 | 60,8 | 10,7 | 1,5 | 1,2 | 0,5 | 10,0 |
| 1998-1999 | Milwaukee Bucks     | 17  | 17  | 30,4 | 42,4 | -   | 56,8 | 7,9  | 1,0 | 1,1 | 0,5 | 8,6  |
| 1998-1999 | Philadelphia 76ers  | 21  | 6   | 28,0 | 48,0 | -   | 50,7 | 7,3  | 0,9 | 0,8 | 0,4 | 8,5  |
| 1999-2000 | Philadelphia 76ers  | 68  | 65  | 31,7 | 48,5 | 0,0 | 69,1 | 9,2  | 0,8 | 0,9 | 0,4 | 12,0 |
| 2000-2001 | Philadelphia 76ers  | 76  | 75  | 31,1 | 47,4 | 0,0 | 63,0 | 9,0  | 0,6 | 0,5 | 0,4 | 9,6  |
| 2001-2002 | Cleveland Cavaliers | 26  | 26  | 31,2 | 39,0 | 0,0 | 65,0 | 10,5 | 0,9 | 0,7 | 0,5 | 8,0  |
| 2002-2003 | Cleveland Cavaliers | 32  | 25  | 26,7 | 43,1 | -   | 73,3 | 8,3  | 1,0 | 1,0 | 0,6 | 6,3  |
| 2002-2003 | Philadelphia 76ers  | 24  | 18  | 20,7 | 40,4 | -   | 60,0 | 5,2  | 0,4 | 0,6 | 0,3 | 4,5  |
| 2003-2004 | Miami Heat          | 5   | 0   | 7,6  | 60,0 | -   | 75,0 | 1,6  | 0,0 | 0,0 | 0,2 | 1,8  |
| Carriera  | Carriera            | 801 | 610 | 28,0 | 50,2 | 0,0 | 64,3 | 8,6  | 0,8 | 0,8 | 0,5 | 9,4  |

#### Playoffs
| Anno     | Squadra             | PG | PT | MP   | TC%  | 3P% | TL%  | RP   | AP  | PRP | SP  | PP   |
| -------- | ------------------- | -- | -- | ---- | ---- | --- | ---- | ---- | --- | --- | --- | ---- |
| 1991     | G.S. Warriors       | 9  | 0  | 8,9  | 64,3 | 0,0 | 66,7 | 2,6  | 0,2 | 0,3 | 0,4 | 2,4  |
| 1992     | G.S. Warriors       | 4  | 1  | 11,8 | 42,9 | -   | 0,0  | 2,0  | 0,3 | 0,5 | 0,0 | 1,5  |
| 1994     | Cleveland Cavaliers | 3  | 3  | 41,0 | 40,7 | -   | 54,1 | 10,3 | 1,3 | 0,3 | 0,3 | 14,0 |
| 1995     | Cleveland Cavaliers | 4  | 4  | 34,8 | 31,0 | 0,0 | 64,0 | 5,8  | 0,8 | 1,8 | 0,3 | 8,5  |
| 1996     | Cleveland Cavaliers | 3  | 0  | 17,7 | 75,0 | -   | 77,8 | 5,0  | 0,0 | 0,0 | 0,0 | 8,3  |
| 1999     | Philadelphia 76ers  | 8  | 1  | 24,5 | 48,7 | -   | 36,8 | 7,4  | 0,0 | 0,4 | 0,3 | 5,6  |
| 2000     | Philadelphia 76ers  | 10 | 10 | 35,2 | 46,0 | 0,0 | 70,5 | 9,7  | 0,9 | 0,9 | 0,1 | 12,3 |
| 2001     | Philadelphia 76ers  | 23 | 23 | 32,3 | 40,9 | -   | 67,9 | 7,3  | 0,4 | 0,6 | 0,5 | 7,2  |
| 2003     | Philadelphia 76ers  | 10 | 0  | 14,1 | 63,2 | -   | 100  | 2,8  | 0,2 | 0,1 | 0,1 | 2,8  |
| Carriera | Carriera            | 74 | 42 | 25,3 | 45,1 | 0,0 | 62,8 | 6,1  | 0,4 | 0,5 | 0,3 | 6,6  |

## Palmarès

### Giocatore
- NBA All-Star (1995)